# Tresjuncos
Tresjuncos és un municipi de la província de Conca, a la comunitat autònoma de Castella-La Manxa. Limita amb Belmonte, Villaescusa de Haro, Osa de la Vega, Puebla de Almenara, Saelices, Almonacid del Marquesado, Laguna del Hito, Montalbo i Uclés.
| 1991 |  | 1996 |  | 2001 |  | 2004 |
| ---- |  | ---- |  | ---- |  | ---- |
| 600  |  | 546  |  | 488  |  | 445  |

| Període      | Nom de l'alcalde/-essa    | Partit polític       | Data de possessió |
| ------------ | ------------------------- | -------------------- | ----------------- |
| 1979 - 1983  |                           |                      | 19/04/1979        |
| 1983 - 1987  |                           |                      | 28/05/1983        |
| 1987 - 1991  |                           |                      | 30/06/1987        |
| 1991 - 1995  |                           |                      | 15/06/1991        |
| 1995 - 1999  |                           |                      | 17/06/1995        |
| 1999 - 2003  |                           |                      | 03/07/1999        |
| 2003 - 2007  | Ángel Moral López         | Partido Popular (PP) | 14/06/2003        |
| 2007 - 2011  | Faustino De La Torre Mora | PSOE                 | 16/06/2007        |
| 2011 - 2015  | n/d                       | n/d                  | 11/06/2011        |
| 2015 - 2019  | n/d                       | n/d                  | 13/06/2015        |
| 2019 - 2023  | n/d                       | n/d                  | 15/06/2019        |
| Des del 2023 | n/d                       | n/d                  | 17/06/2023        |